# ريزدنت إيفل 4 (لعبة فيديو 2023)
ريزدنت إيفل 4 (بالإنجليزية: Resident Evil 4) هي لعبة فيديو من نوع رعب البقاء من تطوير ونشر شركة كابكوم، صدرت في 24 مارس 2023 وتعتبر النسخة المحدثة للعبة الأصلية ريزدنت إيفل 4 التي صدرت على بلاي ستيشن 2 عام 2005. وتعمل اللعبة على عدة أنظمة هي بلاي ستيشن 5، بلاي ستيشن 4، إكس بوكس سيريس إكس وسيريس إس، والحاسب. تم الإعلان عن ريميك لعبة ريزدنت إيفل 4 من خلال عرض أولي تم خلال حدث ستيت أف بلاي (State of Play) التابع لبلاي ستيشن، وتدعم 13 لغة، ومن بينها العربية.

## القصة
تدور أحداث اللعبة في عام 2004 ، بعد ست سنوات من حادث مدينة راكون. يتحكم اللاعبون بالعميل الخاص ليون سكوت كينيدي، الذي يتم إرساله إلى قرية نائية في إسبانيا لإنقاذ ابنة الرئيس الأمريكي، أشلي غراهام، التي تم اختطافها من قبل طائفة تسمى لوس إيلومينادوس.

### شخصيات
| الشخصية          | الوصف                                          |
| ---------------- | ---------------------------------------------- |
| ليون سكوت كينيدي | عميل حكومي سابق وبطل اللعبة                    |
| آدا وونج         | جاسوسة تعمل لحساب منظمة مجهولة                 |
| أشلي غراهام      | ابنة الرئيس الأمريكي التي تم اختطافها          |
| ألبرت ويسكر      | شخصية شريرة ورئيس سابق لـ Umbrella Corporation |
| جاك كروزر        | عميل سابق في الجيش الأمريكي وعدو لـ Leon       |
| رامون سالازار    | رئيس قرية Los Illuminados                      |
| أوزماند سادلر    | زعيم منظمة Los Illuminados                     |
| لويس سيرا        | طبيب يعمل لحساب Los Illuminados                |

## الاستقبال
| استقبال |                                        |
| --- | -------------------------------------- |
| مجموع النقاط المجموع نقاط ميتاكريتيك (PC) 92/100 [ 5 ] (PS5) 93/100 [ 6 ] (XSXS) 91/100 [ 7 ] نتائج المراجعة نشرة نقاط دستركتويد 7.5/10 [ 8 ] إدج [ 9 ] فاميتسو 37/40 [ 10 ] غيم إنفورمر 9.5/10 [ 11 ] غيم ريفولوشن 9/10 [ 12 ] غيم سبوت 10/10 [ 13 ] غيمز رادار [ 14 ] جاينت بومب [ 15 ] آي جي إن 10/10 [ 16 ] بي سي غيمر (الولايات المتحدة) 80/100 [ 17 ] بي سي غيمز إن 8/10 [ 18 ] شاك نيوز 10/10 [ 19 ] |                                        |
| مجموع النقاط |                                        |
| المجموع | نقاط                                   |
| ميتاكريتيك | (PC) 92/100 (PS5) 93/100 (XSXS) 91/100 |
| نتائج المراجعة |                                        |
| نشرة | نقاط                                   |
| دستركتويد | 7.5/10                                 |
| إدج | [ 9 ]                                  |
| فاميتسو | 37/40                                  |
| غيم إنفورمر | 9.5/10                                 |
| غيم ريفولوشن | 9/10                                   |
| غيم سبوت | 10/10                                  |
| غيمز رادار | [ 14 ]                                 |
| جاينت بومب | [ 15 ]                                 |
| آي جي إن | 10/10                                  |
| بي سي غيمر (الولايات المتحدة) | 80/100                                 |
| بي سي غيمز إن | 8/10                                   |
| شاك نيوز | 10/10                                  |

## الاصدار
تم إصدار العرض الترويجي الأول كجزء من عرض State of Play الخاص لPlayStation في 3 يونيو 2022. ومن المقرر ان يتم اصدار اللعبة في 24 مارس 2023 مع دعم PS VR2. على الرغم من وجود إصدار مخطط له لـ PlayStation 4 ، فلن تصدر اللعبة لـ Xbox One. تم عرض عرض ترويجي ثانٍ ولعب إضافي خلال عرض في أكتوبر 2022. تتضمن طلبات الشراء المسبق لحقيبة ليون. وتم عرض عرض ترويجي ثالث كجزء من State of Play لشركة PlayStation في 23 فبراير 2023. بعد العرض انتقد اللاعبون تأثيرات المطر باللعبة.

## وصلات خارجية
- ريزدنت إيفل 4 على موقع IMDb (الإنجليزية)
- الموقع الرسمي